# 人民統一候補
人民統一候補（カタルーニャ語: Candidatura d'Unitat Popular, CUP）は、スペインの政党。日本語では民衆統一候補や人民連合などとも表記される。主にカタルーニャ州で活動しており、カタルーニャの独立を強硬に主張している。2012年カタルーニャ自治州議会選挙では初めて議席を得た（135議席中3議席）。2015年カタルーニャ自治州議会選挙では10議席に躍進した。2017年カタルーニャ自治州議会選挙では4議席に後退した。

## 歴史

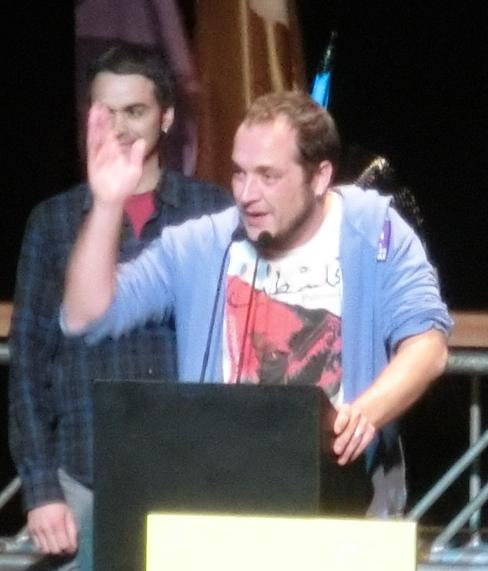
2012年から2015年までカタルーニャ州議会議員を務めたダビド・フェルナンデス

### 2003年から2015年
2003年の地方自治体議会選挙では、カタルーニャ州の10自治体に候補者を擁立し、3自治体で計4議席を獲得した。さらに8自治体では地元の選挙連合の一部となった。
2007年の地方自治体議会選挙では総投票数の0.65%となる計18,000票を得て、カタルーニャ州の17自治体で計26議席を獲得した。
2011年の地方自治体議会選挙では総得票数の2.16%となる計62,000票を得て、得票数でカタルーニャ州6番目の政党となった。カタルーニャ州の計947自治体中80自治体で候補者を擁立し、104自治体で議席を獲得したほか、4自治体で首長の座を得た。
2012年の2012年カタルーニャ自治州議会選挙では初めて自治州議会選挙で候補者を擁立し、126,219票を得て135議席中3議席を獲得した。

### 2015年地方自治体議会選挙

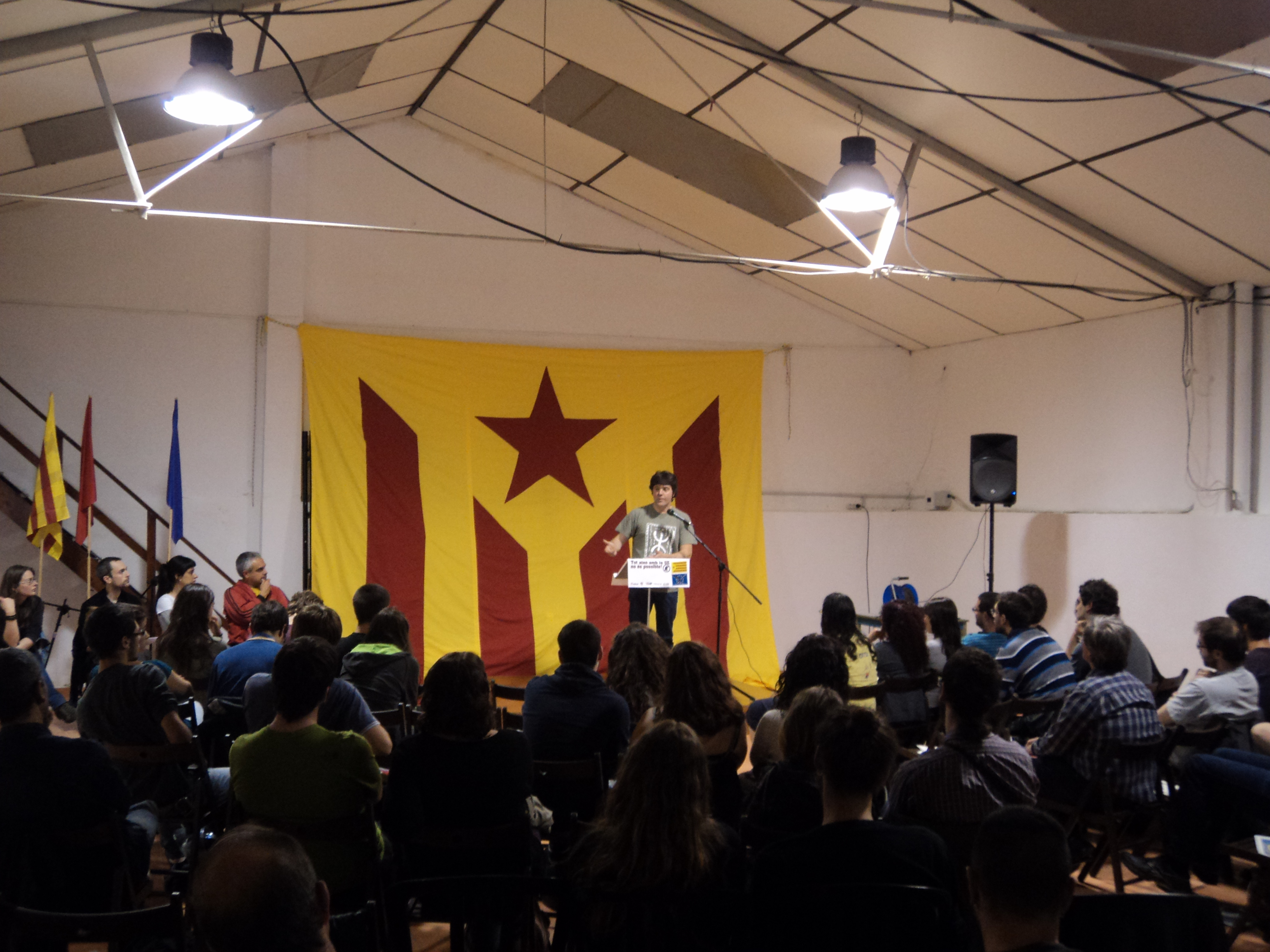
2014年の政治集会

2015年の地方自治体議会選挙では前回の2倍以上となる163自治体に候補者を擁立し、7.12%にあたる計221,746票を得て、前回の3倍以上にあたる372議席を得た。前回の4倍以上にあたる14自治体で首長の座を得た。カタルーニャ州で3番目の人口を有するバダロナでは、人民統一候補を含む選挙連合が2位となり、首長指名投票では他の左派政党と提携して首長の座を得た。カタルーニャ州の州都バルセロナ、ジローナ県の県都ジローナ、リェイダ県の県都リェイダ、タラゴナ県の県都タラゴナ、ルスピタレート・ダ・リュブラガート、タラサなどの有力都市でも議席を得ている。バレンシア州では4自治体で候補者を擁立し、ペドラゲールとブルハショットで1議席ずつ獲得した。

### 2015年カタルーニャ自治州議会選挙

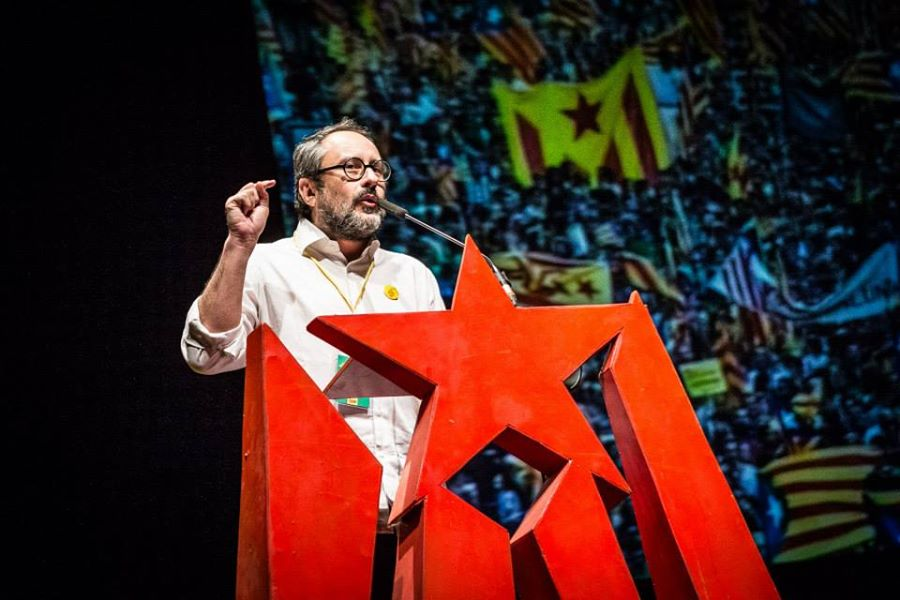
2015年カタルーニャ自治州議会選挙で候補者リスト筆頭となったアントニオ・バニョス

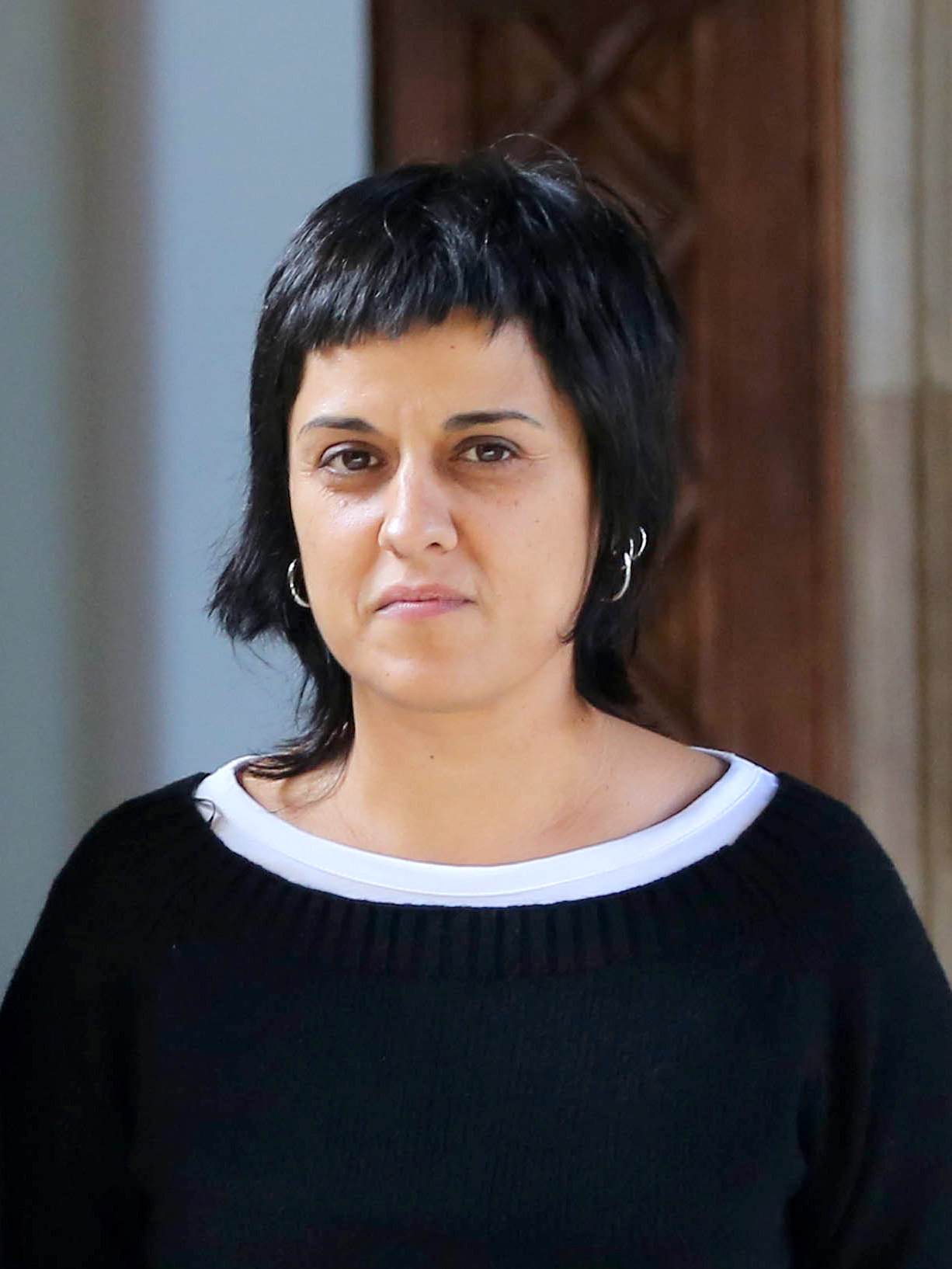
2016年から2017年のカタルーニャ州議会でスポークスパーソンを務めたアンナ・ガブリエル

2015年9月27日の2015年カタルーニャ自治州議会選挙では「人民統一候補＝Crida Constituent」という選挙連合で臨み、候補者リスト筆頭にはジャーナリストであり著作家であるアントニオ・バニョスが選ばれた。前回選挙のほぼ3倍となる336,375票を得て、135議席中10議席を獲得した。この選挙では過半数の議席を獲得した政党がなかったが、62議席を獲得したジュンツ・パル・シは仮に人民統一候補と組むと過半数の議席に達するため、人民統一候補は州首相指名投票で重要な役割を担った。人民統一候補は現職のアルトゥール・マスが州首相の指名投票に立候補することを拒否し、ジュンツ・パル・シとの数か月もの交渉の後、ジローナ市長のカルラス・プッチダモンを州首相候補とすることで合意に達した。州首相指名投票では人民統一候補の10人の議員のうち8人はプッチダモンに投票し、2人は棄権したが、州首相にはプッチダモンが選出された。

### その後
2017年12月21日の2017年カタルーニャ自治州議会選挙では得票数を6番目の195,2464票に減らし、10議席から4議席に後退した。

## 選挙結果
カタルーニャ自治州議会
| 年   | 得票数  | 得票数 | 得票数 | 議席数   | 議席数 | 地位   | 順位  | 備考         |
| 年   | #       | 得票率 | 増減   | #        | ±      | 地位   | 順位  | 備考         |
| ---- | ------- | ------ | ------ | -------- | ------ | ------ | ----- | ------------ |
| 2012 | 126,435 | 3.5%   | —      | 3 / 135  | —      | 野党   | 7位   |              |
| 2015 | 337,794 | 8.2%   | +4.7   | 10 / 135 | 7      | 野党   | (注1) | 州政府を支持 |
| 2017 | 195,246 | 4.5%   | −3.7   | 4 / 135  | 6      | 不透明 | (注1) |              |

- (注1) 「人民統一候補＝Crida Constituent」の選挙連合として。